# Paavo Nurmi
Paavo Johannes Nurmi [ˈpɑːvɔ ˈnurmi]  (* 13. Juni 1897 in Turku; † 2. Oktober 1973 in Helsinki) war ein finnischer Leichtathlet. Er gilt als einer der bedeutendsten Athleten überhaupt. Zwischen 1920 und 1928 gewann er bei Olympischen Spielen neun Goldmedaillen. Paavo Nurmi lief bis 1931 insgesamt 24 Weltrekorde von 1500 Metern bis zum Stundenlauf (19.210 m).

## Leben
Der aus einfachen Verhältnissen stammende Nurmi wurde als zweites Kind des Kleinbauern und späteren Zimmermanns Johan Frederik Nurmi und dessen Frau Matilda Vilhelmina 1897 in Turku geboren. Schon als Kind musste er zum Unterhalt seiner Familie beitragen, indem er schwere Arbeiten wie Holzhacken oder Wasserlieferungen erledigte, da sein Vater bereits 1910 im Alter von 49 Jahren gestorben war. Trotz des geringen Lohnes konnte er sich ein Paar echte Laufschuhe leisten. Als er mit elf Jahren die 1500 Meter in fünf Minuten lief, erkannte man sein Talent. Später trat er nicht zuletzt auch aufgrund der Erfolge von Hannes Kolehmainen bei den Olympischen Spielen 1912 in Stockholm dem Verein Turun Urheiluliitto (deutsch: Turkuer Sportvereinigung) bei und wurde von Lauri Pihkala trainiert. Nurmi sollte bis zu seinem Lebensende diesem Verein angehören. Nurmis Training war durch seinen Stillauf mit der Stoppuhr in der Hand geprägt. Er achtete auf Laufökonomie und Renngeschwindigkeit. Das Terrassentraining nach Pihkala kann als eine Vorform des Intervalltrainings angesehen werden.
Bei den Olympischen Spielen 1920 in Antwerpen gelang Nurmi der große Durchbruch: Er gewann Gold über die 10.000 Meter, den Geländelauf sowie die Teamwertung im Geländelauf zusammen mit Heikki Liimatainen und Teodor Koskenniemi. Nur beim 5000-Meter-Lauf musste er sich dem Franzosen Joseph Guillemot geschlagen geben.

## Olympische Spiele 1924
Wegen des Zeitplans der olympischen Laufwettbewerbe – die Läufe über 1500 und 5000 Meter waren für den 10. Juli angesetzt – testete er dies am 19. Juni 1924 in Helsinki und brach innerhalb einer Stunde beide Weltrekorde über diese Distanzen (3:52,6 min bzw. 14:28,2 min). Diese Olympischen Spiele 1924 in Paris sollten zum Höhepunkt in Nurmis Karriere werden. Innerhalb von 4 Tagen konnte er 5 Goldmedaillen gewinnen: am 10. Juli gewann er innerhalb von 2 Stunden zunächst über 1500 Meter und anschließend über 5000 Meter. Am 12. Juli fand der als Hitzeschlacht von Colombes in die Sportgeschichte eingegangene Crosslauf über 10,65 km statt, wo er überlegen Einzelsieger wurde und mit Ville Ritola und Heikki Liimatainen die Mannschaftswertung gewann. Am Tag darauf folgte noch der Sieg im 3000-Meter-Mannschaftslauf zusammen mit Ritola und Elias Katz.
Nurmi war verärgert und enttäuscht darüber, dass ihm von den finnischen Funktionären die Chance verwehrt wurde, seinen Olympiasieg im 10.000-Meter-Lauf zu wiederholen. Da dieser Wettbewerb bereits am 6. Juli und auch ohne Vorläufe stattfand, kann über die Beweggründe nur spekuliert werden. Die meistens überlieferte Begründung, man befürchtete eine Überlastung Nurmis, kann bezweifelt werden, da Ville Ritola einen Wettbewerb mehr bestritt. Vermutlich ging es dem Verband darum, möglichst viele Siege einzufahren; zweite und dritte Plätze hatten damals noch nicht den heutigen Stellenwert. Nurmi unterbot am 31. August 1924 in Kuopio die Zeit von Ritola um 17 Sekunden mit der neuen Weltrekordzeit von 30:06,2 min.

## Spätere Karriere
Die unglaublichen Leistungen Nurmis werden auch dadurch unterstrichen, dass er 1925 in einer fünfmonatigen USA-Tour 48 Mittel- und Langstreckenrennen lief, Weltrekorde am laufenden Band in der Halle und im Freien unterbot und ungeschlagen blieb.
Auch bei den Olympischen Spielen 1928 in Amsterdam präsentierte sich Nurmi, mittlerweile 31-jährig, erneut stark und gewann über 10.000 Meter die Goldmedaille. Beim 5000-Meter-Lauf musste er sich hinter Ville Ritola mit der Silbermedaille abfinden und im 3000-Meter-Hindernislauf kam er mit einer unterlegenen Hürdentechnik hinter seinem Weltrekord laufenden Landsmann Toivo Loukola immerhin ebenfalls auf den zweiten Platz. Überhaupt galten Paavo Nurmi und Ville Ritola und mit ihnen zahlreiche weitere finnische Spitzenathleten als die Phalanx im Langstreckenlauf der 1920er-Jahre und erschufen so den Mythos der „fliegenden Finnen“.

## Vorzeitiges Karriereende
1931 machte Nurmi Werbung für das Medikament Rejuven, das heute als im Sport unerlaubtes Anabolikum gelten würde: „Ich war verblüfft, wie Rejuven den Körper stärkt und kann es Athleten mit einer langen, anstrengenden Wettkampfsaison wärmstens empfehlen.“ 1932 wurde er noch vor den Olympischen Spielen in Los Angeles wegen der Verletzung des Amateurstatus lebenslang gesperrt. Ihm wurde vorgeworfen, dass er zu viel Geld für Reisekosten zu einem Wettbewerb in Deutschland erhalten habe. Bis zuletzt hoffte er auf eine Aufhebung des Urteils und reiste mit einer am 26. Juni 1932 in Viipuri gelaufenen Zeit von 2:22 h über 40,2 km im Rücken sogar mit der finnischen Mannschaft in die USA, um seine Karriere mit dem Gold im Marathonlauf zu krönen. Starten durfte er dennoch nicht.

## Nach der Sportkarriere
Nurmi versank nach diesem und anderen persönlichen Tiefpunkten in Verbitterung. Er sah sich als Opfer eines schwedischen Komplotts, als eine Stockholmer Zeitung negativ über ihn berichtete. Seine 1932 mit Sylvi Laaksonen geschlossene Ehe, aus der ein Junge, Matti Nurmi, entsprang, der in den 1950er-Jahren im Mittelstreckenbereich zur erweiterten finnischen Spitze gehörte, wurde bereits 1935 wieder geschieden. Erst 1952 erschien er besänftigt, als er das olympische Feuer ins Stadion von Helsinki tragen durfte, was bei den IOC-Funktionären nicht gerade gerne gesehen wurde, zumal Nurmi ein auf Lebenszeit vom IOC gesperrter Sportler war.

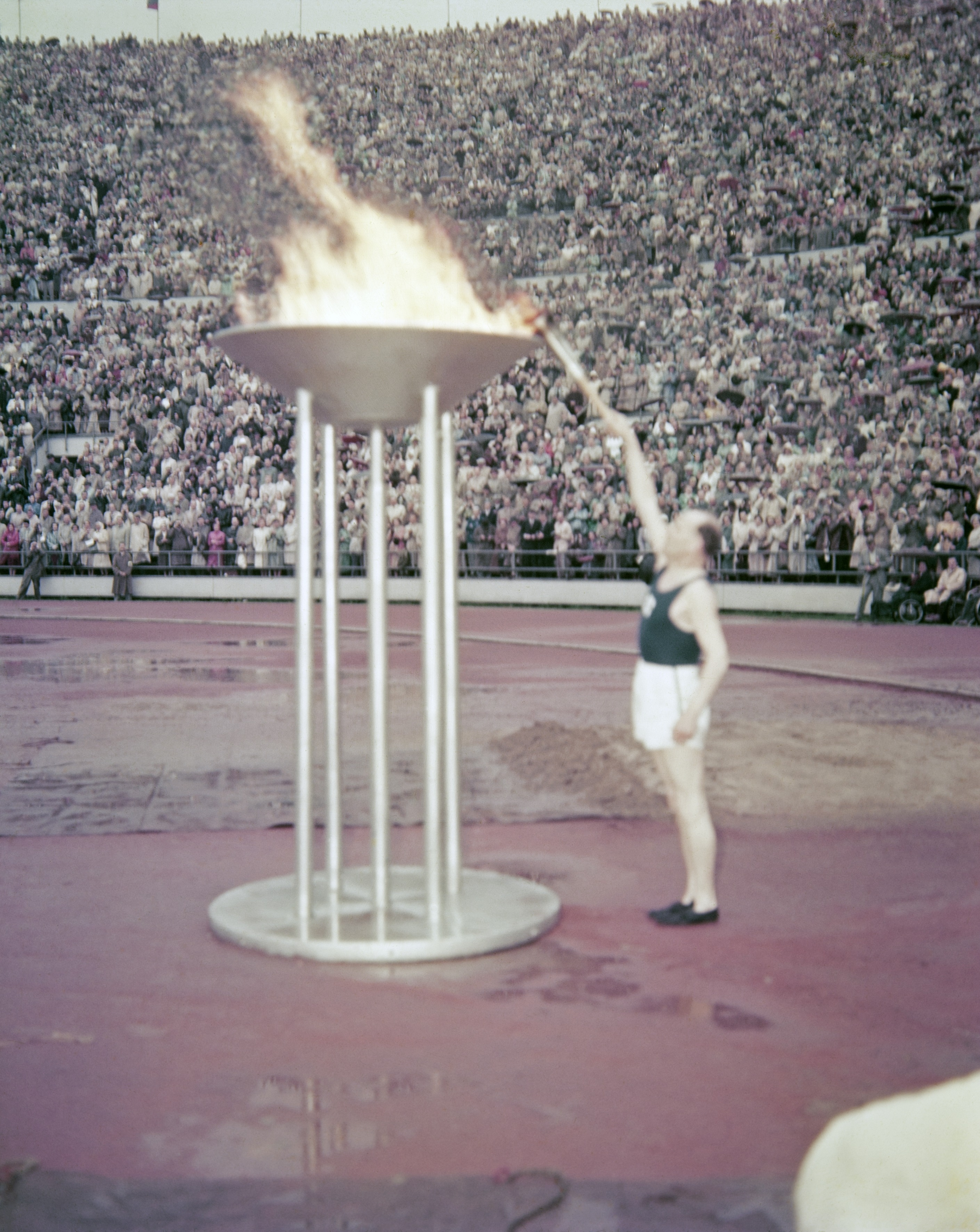
Entzündung des olympischen Feuers durch Paavo Nurmi, 1952

Einige Jahre ließ er sich noch als Berühmtheit herumreichen, doch sein Lebensabend wurde von Depressionen geprägt, durch die er seine Leistungen selbst minder schätzte. Nurmi erblindete beinahe, erlitt mehrere Herzinfarkte und war halbseitig gelähmt. Als er 1973 verstarb, verfasste Finnlands Staatspräsident Urho Kaleva Kekkonen – selbst früher Sportler – einen Nachruf, der mit dem Satz endete: „Er war kein glücklicher Mensch!“ Dies bestätigt auch ein Zitat von ihm: „Meine Bilanz ist nüchtern und ehrlich: Ich habe in meinem Leben nichts geleistet“. Am 11. Oktober 1973 erhielt Nurmi ein Staatsbegräbnis. Von der Alten Kirche in Helsinki wurde er per Autokolonne zum Alten Friedhof in Turku überführt und in einem Familiengrab beigesetzt.

## Ehrungen und Sonstiges

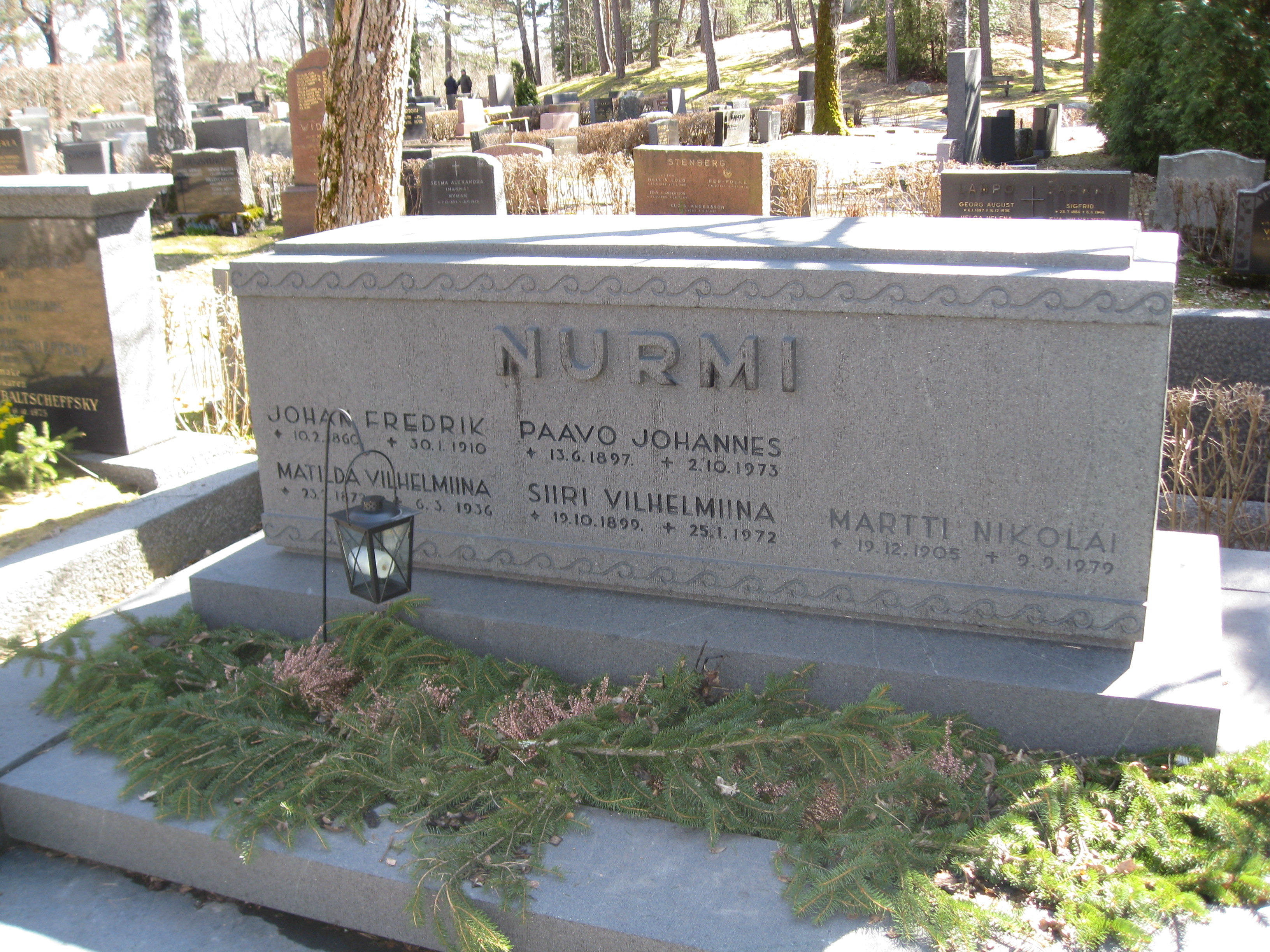
Das Familiengrab der Familie Nurmi

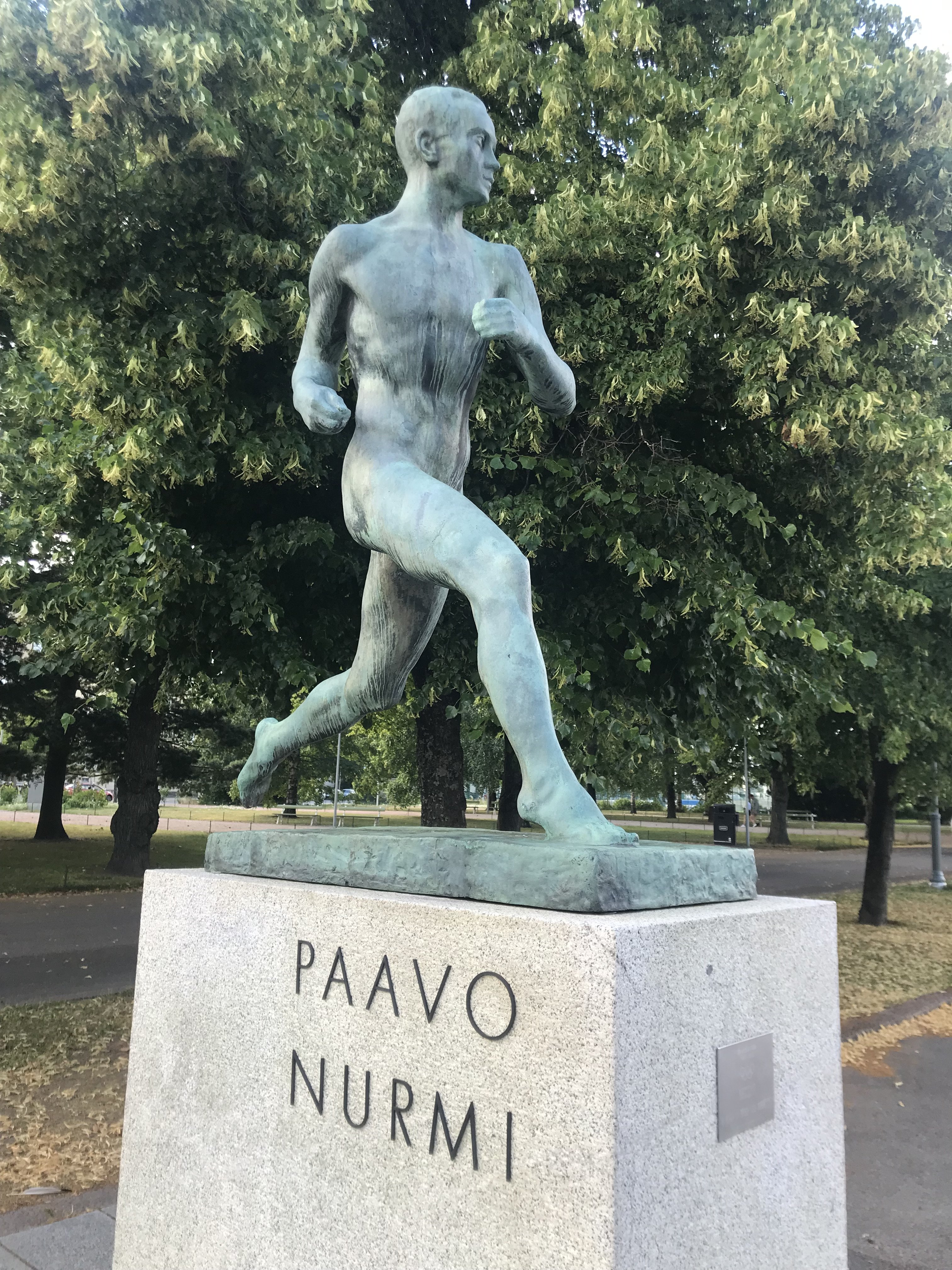
Denkmal vor dem Olympiastadion in Helsinki

- Zu Ehren der sportlichen Leistungen Nurmis ist nach ihm der Asteroid (1740) Paavo Nurmi benannt.
- Zu seinem 60. Geburtstag organisierte sein Verein Turun Urheiluliitto als Geschenk die Paavo Nurmi Games.[10]
- Die Bank von Finnland gab 1987 einen Geldschein zu 10 Finnischen Mark mit dem Porträt Nurmis auf der Vorderseite und dem stilisierten Olympiastadion auf der Rückseite heraus. Damit ist, soweit bekannt, der „Fliegende Finne“ der einzige Olympionike, der auf diese Weise geehrt wurde.[11]
- Seine Geburtsstadt Turku hat zu seinem 100. Geburtstag ein Mehrzweckstadion nach ihm benannt, das Paavo-Nurmi-Stadion.[12]
- Sein Name und die damit verbundene Assoziation mit Schnelligkeit fand in der österreichischen Redewendung „I bin jo ned da Nurmi“ (Ich bin ja nicht der Nurmi) als Ausrede für ein gemächlicheres Tempo bei Freizeitsport und Arbeit Eingang in den Sprachgebrauch.[13]
- Im Berliner Bezirk Marzahn-Hellersdorf ist eine Grundschule nach ihm benannt.[14]
- Seit 1969 findet in Iron County im US-Bundesstaat Wisconsin ein Paavo-Nurmi-Marathon statt.[15][16] Seit 1992 wird auch in seiner Geburtsstadt Turku ein nach ihm benannter Marathon ausgetragen.[17]
- 2012 wurde Nurmi in die IAAF Hall of Fame aufgenommen.

## Olympische Medaillen
- 1920 Gold 10.000 m

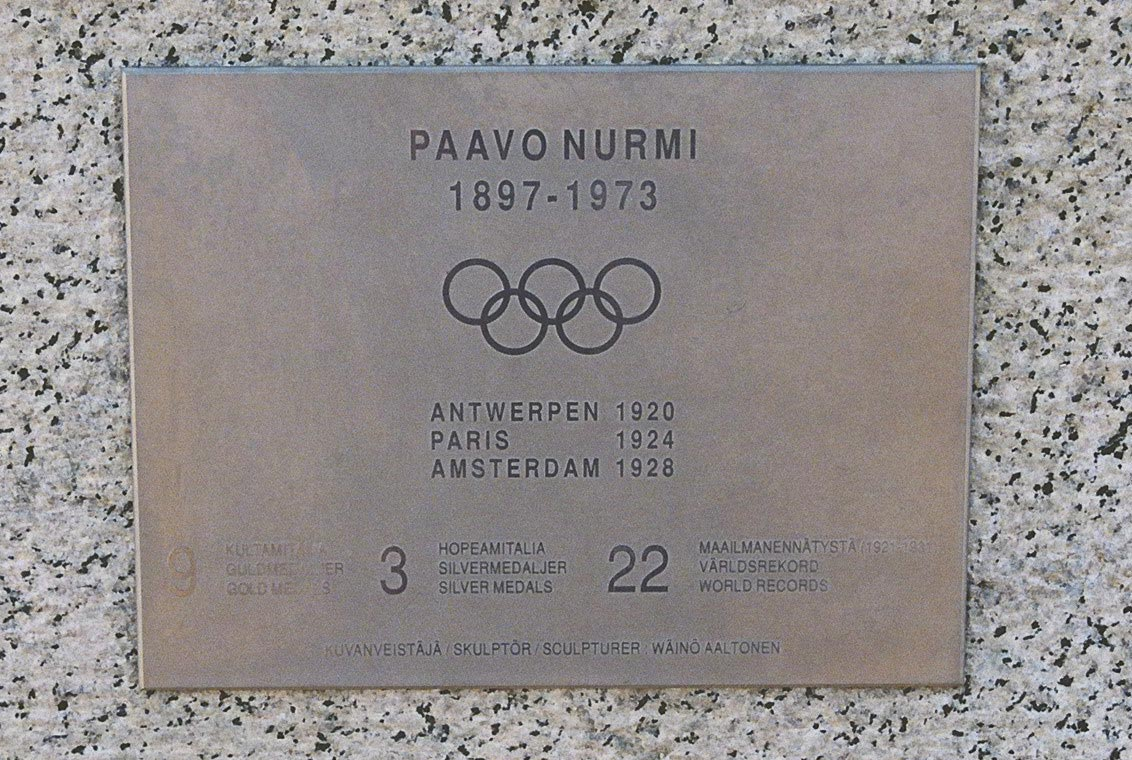
Gedenktafel an der Statue vor dem Olympiastadion Helsinki

- 1920 Gold Geländelauf Einzelwertung
- 1920 Gold Geländelauf Teamwertung mit Heikki Liimatainen und Teodor Koskenniemi
- 1920 Silber 5000 m (Gold an Joseph Guillemot)
- 1924 Gold 1500 m
- 1924 Gold 5000 m
- 1924 Gold Geländelauf Einzelwertung
- 1924 Gold Geländelauf Teamwertung mit Ville Ritola und Heikki Liimatainen
- 1924 Gold 3000 m Teamwertung mit Ville Ritola und Elias Katz
- 1928 Gold 10.000 m
- 1928 Silber 5000 m (Gold an Ville Ritola)
- 1928 Silber 3000 m Hindernis (Gold an Toivo Loukola)

Anmerkung: In den Teamwettbewerben waren jeweils sechs finnische Läufer am Start, aufgeführt sind nur diejenigen, die in die Wertung eingingen.